# Шеннон Лі
Шеннон Емері Лі (англ. Shannon Emery Lee; нар. 19 квітня 1969, Лос-Анджелес, США) — американська актриса, дочка відомого діяча в області бойових мистецтв і актора Брюса Лі і Лінди Лі Кедвелл, молодша сестра актора Брендона Лі.

## Біографія
Шеннон Лі народилася в Лос-Анджелесі, штат Каліфорнія і була другою дитиною в сім'ї Брюса і Лінди Лі. Шеннон і її сім'я жили в Гонконзі з 1971 по 1973 рр., Потім після трагічної смерті чоловіка її мати повернулася до США. Після цього родина жила в Сіетлі, (Вашингтон), на батьківщині Лінди, а потім — в Лос-Анджелесі. Шеннон росла в районі Роллінг Гіллс (Каліфорнія).
Закінчивши в 1987 році середню школу Чадвик, Шеннон Лі поступила до Тулейнського університету у Новому Орлеані, який закінчила у 1991 році. У 1993 році після трагічної смерті брата на знімальному майданчику Шеннон повертається до Лос-Анджелеса.

### Особисте життя
- Чоловік адвокат Ян Кислер з 1994 року
  - Дочка Рен (2003).

## Кар'єра
Акторським дебютом для Шеннон стала поява в камео в біографічному фільмі про її батька, Брюса Лі  Дракон: Історія життя Брюса Лі , який вийшов у 1993 році. Вона продовжила акторську кар'єру, знявшись у кількох малобюджетних фільмах: Висока напруга (1997), Входить Орел  (1998) і Уроки для ассасин (2001). Також вона була запрошена для участі в телевізійному шоу Китайський городовий разом з Саммі Хуном в 1998 році, а також зіграла в науково-фантастичному телевізійному фільмі Епоха, який був вперше показаний в США на каналі Syfy Universal в 2000 році. Також була запрошена для участі в першому сезоні телевізійного шоу WMAC Masters.
В даний час Лі очолює Фонд Брюса Лі. Крім того, в 2003 році Лі брала участь у записі альбому The Mechanical Forces of Love групи Medicine. Також Шеннон Лі є виконавицею пісні («I'm in the Mood for Love») для фільму Шанхайський зв'язковий (2000). У 2008 році Шеннон Лі стала виконавчим продюсером телефільму Легенда Брюса Лі, який розповідає про життя її батька.

## Фільмографія
- 1993 — Дракон: Історія життя Брюса Лі
- 1994 — Клітка II
- 1997 — Висока напруга
- 1998 — Китайський городовий (у 1998 в епізоді «Take Out»)
- 1998 — Блейд
- 1998 — Входить Орел
- 2000 — Епоха
- 2001 — Уроки для ассасин
- 2002 — Вона, Я і Її (виконавчий продюсер)
- 2008 — Легенда Брюса Лі